# Samna Maïzoumbou
Samna Maïzoumbou (* 1898 in Tibiri, Aréoua; † 2. April 1965 in Paris) war ein nigrischer Politiker.

## Leben
Samna Maïzoumbou stammte aus einer Familie lokaler Herrscher aus der Gegend von Dogondoutchi. Seine Grundschulbildung erhielt er an der École des fils des chefs in Saint-Louis in Senegal, das wie Niger zu Französisch-Westafrika gehörte. Ab 1924 arbeitete er als Dolmetsch für die Kolonialverwaltung in Niger, zunächst in Gaya, danach sukzessive in Niamey, Dogondoutchi und Tahoua und ab 1939 erneut in Gaya. Maïzoumbou trat 1946 der Nigrischen Fortschrittspartei (PPN-RDA) bei, die im selben Jahr als erste politische Partei Nigers gegründet worden war. 1952 wurde er zum Kantonschef seines Heimatorts Tibiri ernannt und beendete seine Berufslaufbahn als Dolmetsch. Die Ernennung zum Kantonschef, der mit Verwaltungsaufgaben betraut war, entsprach einer staatlichen Anerkennung seiner Funktion als traditioneller Lokalherrscher (chef traditionnel). Beim Verfassungsreferendum von 1958 gehörte Maïzoumbou unter anderem neben Boubacar Diallo und Mouddour Zakara zu den aktivsten Unterstützern eines Verbleibs Nigers bei Frankreich aus den Reihen der chefs traditionnels.
Die Parlamentswahlen von 1958 endeten zugunsten des profranzösischen PPN-RDA. Maïzoumbou wurde am 20. Dezember 1958 als Minister für Viehwirtschaft in die erste Regierung von Hamani Diori (PPN-RDA) berufen. Bereits am 3. Januar 1959 wechselte er das Ressort und wurde Staatssekretär beim Präsidenten des Rates, also bei Regierungschef Diori, der Niger 1960 geordnet in die Unabhängigkeit führte und dessen erster Staatspräsident wurde. Maïzoumbou wurde am 31. Dezember 1960 Staatssekretär für Brauchtum und Herrschaftsangelegenheiten. Er setzte eine Kommission ein, die die Entwicklung des traditionellen Rechtssystems erforschen sollte. Außerdem bereitete er eine Agrarreform unter den Gesichtspunkten des traditionellen Herrschafts- und Rechtssystem vor. Maïzoumbou starb 1965 im Amt und wurde in seinem Heimatort Tibiri bestattet.

## Ehrungen
- Ritter der Ehrenlegion[1]